# مدرسة دبي الدولية
مدرسة دبي الدولية هي مدرسة دولية تقع في دبي، الإمارات. تأسست في عام 1985م.
هي مدرسة خاصة أمريكية دولية، وللمدرسة فرعان في دبي يقعان في القرهود والقوز وتخدم مستويات من مرحلة ما قبل المدرسة (رياض الأطفال)، والمرحلة الابتدائية، والمرحلة المتوسطة، والمرحلة الثانوية. تحمل المدرسة تصريحًا تعليميًا من وزارة التعليم في دولة الإمارات العربية المتحدة وتصريحًا تعليميًا من الولايات المتحدة (معيار ولاية كاليفورنيا).

## روابط خارجية
- الموقع الرسمي